# Kollárhæðir
Kollsárhæðir är kullar i republiken Island. De ligger i regionen Västfjordarna, 140 km norr om huvudstaden Reykjavík.